# Rudolf von Jaksch

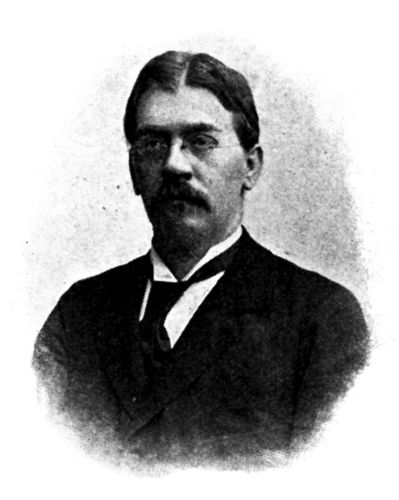
Rudolf von Jaksch

Rudolf von Jaksch, auch Rudolf Jaksch (Ritter) von Wartenhorst (* 16. Juli 1855 in Königliche Weinberge, Böhmen; † 8. Januar 1947 in Hracholusky nade Mží, Tschechoslowakei), war ein böhmisch-österreichischer Internist und Pädiater.

## Leben und Wirken
Rudolf von Jaksch, Sohn des Internisten Anton von Jaksch und dessen erster Frau Karolina Anna von Helly, studierte Medizin an der Karls-Universität Prag und der Kaiser-Wilhelms-Universität Straßburg. 1878 wurde er in Prag zum Dr. med. promoviert. Anschließend war er kurzzeitig Assistent bei Edwin Klebs, Alfred Pribram und von 1879 bis 1881 bei seinem Vater. 1882 wurde er Assistent von Hermann Nothnagel an der Universität Wien, an der er sich ein Jahr später für Pathologie habilitierte. Seit 1884 Privatdozent, folgte er 1887 dem Ruf der Universität Graz auf ein Extraordinariat für Kinderheilkunde. Damit war er Vorstand der Universitätskinderklinik.
Ab 1889 wirkte Jaksch an der Karl-Ferdinands-Universität in Prag als Ordinarius für Innere Medizin und Vorstand der Kinderklinik. Auf seine Veranlassung wurde eine moderne Klinik geplant, die 1899 eingeweiht wurde. In den Jahren 1894/95 und 1910/11 fungierte er als Dekan der Medizinischen Fakultät und 1908/09 als Rektor der Universität. 1890 wurde er in die Deutsche Akademie der Naturforscher Leopoldina gewählt. Sein Nachfolger in Prag wurde Wilhelm Nonnenbruch, der dann später nach Frankfurt am Main ging.
Jaksch ist Autor und Mitautor mehrerer medizinischer Standardwerke. Sein 1887 erstmals veröffentlichtes Buch Klinische Diagnostik innerer Krankheiten mittels bakteriologischer, chemischer und mikroskopischer Untersuchungsmethoden wurde in der 6. Auflage von 1907 in sechs Sprachen übersetzt. Die Anaemia pseudoleucaemica infantum (1889) trägt seinen Namen.
Im Jahr 1941 erhielt er die Goethe-Medaille für Kunst und Wissenschaft.
Jaksch heiratete 1882 in Wien Adele von Haerdtl (1867–1944), mit der er einen Sohn und drei Töchter hatte.
Beiträge zu Albert Eulenburgs Real-Encyclopädie der gesammten Heilkunde.
- Zweite Auflage.
  - Band 1 (1885) (Digitalisat), S. 145: Acetonämie; S. 145–148: Acetonurie